# Рівняння Раріти — Швінгера
Рівняння Раріти — Швінгера — диференціальне рівняння, що описує частинки зі спіном 3/2. Воно було отримано Рарітом і Швінгером у 1941 році.
Рівняння має вигляд:
{\displaystyle \hbar \epsilon ^{\mu \nu \rho \sigma }\gamma ^{5}\gamma _{\nu }\partial _{\rho }\psi _{\sigma }+mc\psi ^{\mu }=0}
або, у натуральних одиницях:
{\displaystyle \epsilon ^{\mu \nu \rho \sigma }\gamma ^{5}\gamma _{\nu }\partial _{\rho }\psi _{\sigma }+m\psi ^{\mu }=0}
де:
- {\displaystyle \epsilon ^{\mu \nu \rho \sigma }} — символ Леві-Чивіти,
- {\displaystyle m} — маса частинки,
- {\displaystyle \gamma _{\nu }} — матриці Дірака.

Рівняння Раріти-Швінгера може бути отримано з рівняння Ейлера — Лагранжа з густиною лагранжіана:
{\displaystyle {\mathcal {L}}={\frac {1}{2}}\epsilon ^{\mu \nu \rho \sigma }{\bar {\psi }}_{\mu }\gamma ^{5}\gamma _{\nu }\partial _{\rho }\psi _{\sigma }-m{\bar {\psi }}_{\mu }\psi ^{\mu }}